# Jean-Nicolas Boulay
Pour les articles homonymes, voir Boulay.
Jean-Nicolas Boulay (ou Nicolas-Jean Boulay) est un abbé et botaniste français, né le 11 juin 1837 à Vagney dans le département des Vosges et mort le 19 octobre 1905 à Lille dans le département du Nord.

## Biographie
Nicolas-Jean Boulay naît dans une famille profondément chrétienne. Très tôt attiré à la fois par l'étude de la nature et par la foi, il entame ses études théologiques au Grand Séminaire de Saint-Dié-des-Vosges, tout en commençant déjà notamment l'étude des ronces, réputée difficile, en s'aidant des conseils du botaniste Dominique Alexandre Godron, mais également celle de la phytogéographie et de la bryologie.
Le 25 mai 1861, Nicolas-Jean Boulay est ordonné prêtre, et nommé vicaire à Rambervillers. Il continue parallèlement ses travaux sur la flore dans la région des Vosges et publie dès 1864 ses observations sur les ronces de cette région, suivies 2 ans plus tard de ses premiers écrits concernant la phytogéographie.
En 1865, l'abbé Boulay est appelé à enseigner les sciences au Grand Séminaire de Saint-Dié. Avec méthode, il organise son emploi du temps entre sa foi, sa nouvelle fonction d'enseignant et ses travaux scientifiques de grande qualité et déjà reconnus de ses pairs. Cependant, l'abbé Boulay vit de plus en plus difficilement le manque de soutien de sa hiérarchie ecclésiastique envers ses activités scientifiques. C'est ainsi que, sur l'incitation du Père Emmanuel d'Alzon, il n'hésite pas à partir pour fonder une université catholique dans le Midi. Bien que ce projet d'université échoue, il s'installe deux années comme professeur de physique au Collège de l'Assomption de Nîmes, puis rompt une fois de plus avec sa hiérarchie peu encline à la botanique, et entre à l'école Belzunce à Marseille pour une année, en passant avec succès la nécessaire licence ès sciences naturelles.
En 1875, grâce à sa notoriété scientifique, l'abbé Boulay est nommé professeur de botanique à l'Université catholique de Lille nouvellement créée. L'année suivante, il conquiert le diplôme de docteur ès sciences naturelles, grâce à deux thèses, l'une sur les Principes de la distribution des Mousses en France, et l'autre sur le Terrain houiller du Nord de la France et ses végétaux fossiles.
L'abbé Boulay consacre les trois dernières décennies de sa vie à l'enseignement de la botanique, à ses recherches naturalistes (phytogéographie et taxinomie des rubus, des mousses et des plantes fossiles) et à la défense de valeurs religieuses notamment à travers de nombreux écrits.

## Publications
- 1864 – Sur les Rubus des Vosges in Bull. Soc. Bot. Fr., 11 : 234-236. Version numérique sur Botanicus.
- 1864-1869 – Ronces Vosgiennes. 7 fascicules. Rambervillers (1864-1866) et Saint-Dié (1867-1869). Version numérique sur Tela Botanica.
- 1866 – Notice sur la Géographie botanique des environs de Saint-Dié. Version numérique sur Internet Archive.
- 1869 – Goethe et la Science de la nature.
- 1870 – Le terrain houiller du Nord de la France.
- 1871 – De la distribution géographique des Mousses dans les Vosges et le Jura in Bull. Soc. Bot. Fr., 18 : 178-188, 213-222. Version numérique sur Botanicus.
- 1871 – Lettre à M. le Secrétaire général de la SBF in Bull. Soc. Bot. Fr., 18 : 92. Version numérique sur Botanicus.
- 1872 – Flore cryptogamique de l'Est : Muscinées. Savy, Paris. 880 pages. Version numérique sur Internet Archive.
- 1873-1894, avec la collaboration de Brochon E.H., Bouvet G., Corbière L., Cornet J.B., Durand T.A., Elmqvist F., Feuilleaubois, Focke W.O., Foucaud J., Friderichsen K., Gelert O., Gillot F.-X., Harmand J., Lefèvre L.-V., Letendre J.-B., Lucand J.-L., Malbranche A., Méhu A., Motelay L., Pierrat D., Préaubert E., Ripart, Quincy C., Schmidely A., Timbal-Lagrave E., Tuczkiewicz D., Vendrely X. – Association rubologique. Documents autographiés, accompagnant les centuries de Rubus collectées annuellement ; sont inclus dans cette œuvre collective les fascicules intitulés : Association pour l'étude des Ronces de France (1873, 1883), Annotations (1876), Diagnoses des espèces ou formes de Rubus distribuées par l'Association rubologique (1877), Liste méthodique des espèces de Rubus distribuées par l'Association rubologique (1878-1894) et Révision des ronces distribuées par l'Association rubologique (1889-1893). Version numérique de la plupart de ces documents disponible sur Tela Botanica.
- 1874 – Notice sur les travaux bryologiques de Prost dans les environs de Mende (Lozère).
- 1875 – La question de l'espèce et les Évolutionnistes in Bull. Soc. Bot. Fr., 22 : 103-114. Version numérique sur Botanicus.
- 1877 – Un nouvel éradicateur pour la récolte des plantes aquatiques in Bull. Soc. Bot. Fr., 24 : 362-363. Version numérique sur Botanicus.
- 1877 – Études sur la répartition géographique des Mousses en France. Savy, Paris. 259 pages.
- 1878 – Recherches de Paléontologie végétale sur le terrain houiller des mines de Bethune (Pas de Calais).
- 1878-1879 – Révision de la Flore des départements du Nord de la France. 3 fascicules.
- 1879 – Recherches de Paléontologie végétale sur le terrain houiller des Vosges.
- 1880 – Extrait d'une lettre à la SBF in Bull. Soc. Bot. Fr., 27 : 315-316. Version numérique sur Botanicus.
- 1882-1883 – Considérations sur l'enseignement des Sciences naturelles en France. 3 fascicules.
- 1884 – Les Muscinées de France : Mousses. 800 pages.
- 1885 – Note sur une excursion faite aux escarpements de Robersart, sur la Semoy, le 19 juin 1885 in Bull. Soc. Bot. Fr., 32 : XCVII-C (fasc. session extraordinaire). Version numérique sur Botanicus.
- 1885 – De l'influence chimique du sol sur la distribution des espèces végétales in Bull. Soc. Bot. Fr., 32 : XLII-XLVII (fasc. session extraordinaire). Version numérique sur Botanicus.
- 1887 – La flore fossile du Bézac près de Saint-Saturnin (Puy-de-Dôme).
- 1887 – Notice sur la flore des Tufs quaternaires de la vallée de la Vis (Hérault).
- 1887 – Notice sur la Flore tertiaire des environs de Privas (Ardèche) in Bull. Soc. Bot. Fr., 34 : 227-239, 255-279. Version numérique sur Botanicus.
- 1888 – Notice sur les plantes fossiles des grès de Saint-Saturnin (Maine-et-Loire).
- 1888 – Les arbres, question de botanique générale.
- 1890 – Flore pliocène des environs de Théziers (Gard). Éditeur Paul Klincksieck, Paris. Version numérique sur SorbonNum.
- 1891-1893 – Quelques notes sur l'étude des Rubus en France in Bull. Soc. Bot. Fr., 38 : 336-344 (1891), 40 : 26-34 (1893). Version numérique sur Botanicus : 1891, 1893.
- 1893 – De la marche à suivre dans l'étude des Rubus in Bull. Soc. Bot. Fr., 40 : 79-89. Version numérique sur Botanicus.
- 1895 – Théorie de l'évolution en botanique.
- 1895 – Subdivision de la section Eubatus Fock. (Rubi fruticosi veri Arrhen) in Bull. Soc. Bot. Fr., 42 : 391-417. Version numérique sur Botanicus.
- 1899 ('1898') – Les Rubus de la flore française in Bull. Soc. Bot. Fr., 45 : 497-582. Version numérique sur Botanicus. L'année de publication de ces pages du Bulletin de la Société Botanique de France est 1899, comme l'indique J.A. Leussink (Taxon, 37, 35-62, 1988).
- 1899 – Flore fossile de Gergovie (Puy-de-Dôme). Librairie des sciences naturelles Paul Klincksieck, Paris. Version numérique sur Internet Archive.
- 1900 – Rubus in Rouy G. et Camus E.G., Flore de France, 6 : 30-149, 465. Version numérique sur Tela Botanica.
- 1901, avec Coste H. – Genre 204 : Rubus in Coste H., Flore descriptive et illustrée de la France, de la Corse et des contrées voisine, 2 : 28-47. Version numérique sur Tela Botanica.
- 1903 – Le Conopodium denudatum Koch dans le Pas-de-Calais in Bull. Soc. Bot. Fr., 50 : 113-114. Version numérique sur Botanicus.
- 1904 – Les Muscinées de Frances : Hépatiques. 400 pages.